# 8-я Московская стрелковая дивизия народного ополчения (Краснопресненского района)
8-я Московская стрелковая дивизия народного ополчения (Краснопресненского района) — воинское соединение СССР в Великой Отечественной войне.

## История дивизии

### Формирование

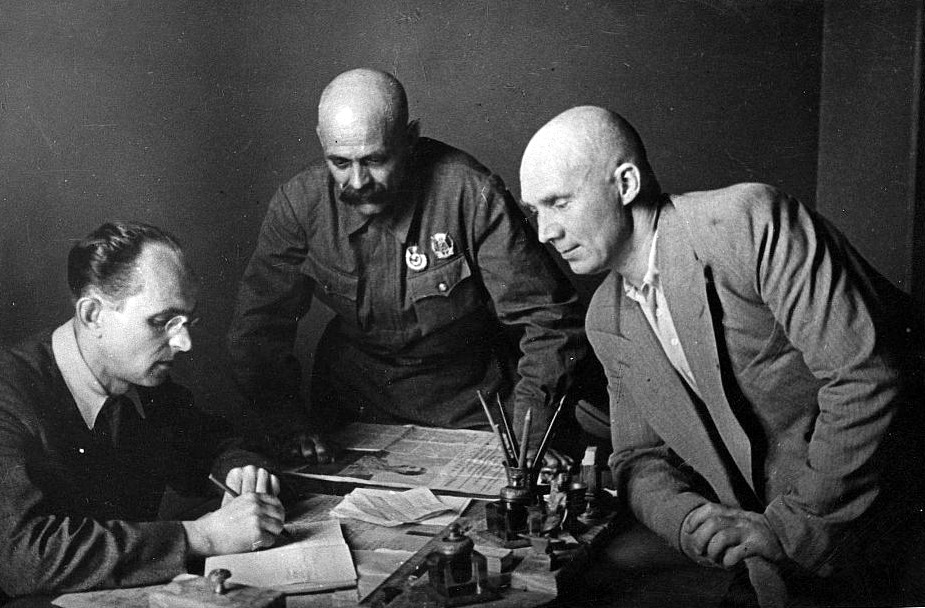
Регистрация добровольцев в народное ополчение Краснопресенского района. Июль 1941 г.

Начало формирования — 2 июля 1941 года. В состав дивизии вошли (от Москвы):
- рабочие «Трехгорной мануфактуры»,
- рабочие фабрики «Пролетарский труд»,
- металлисты завода «Красная Пресня»,
- рабочие Завода лаков и красок,
- трамвайщики,
- студенты и преподаватели Московского университета,
- студенты и преподаватели МГРИ,
- студенты и профессора консерватории имени П. И. Чайковского,
- артисты Театра Революции,
- писатели («Писательская рота»),
- рабочие и служащие Пролетарского района.

Кроме москвичей, дивизию пополнили добровольцы из Коломенского, Загорского, Солнечногорского, Воскресенского, Ногинского и Подольского районов Московской области.
К 6.07.1941 было призвано 6 тысяч человек, которых распределили по трём стрелковым полкам, артиллерийским дивизионам и спецподразделениям. Из 1065 студентов и сотрудников МГУ был полностью укомплектован политсостав и сформирован 975-й артиллерийский полк.
Штаб дивизии и рота связи находились в зданиях областного суда и юридического факультета МГУ (ул. Герцена д. 11). 1-й стрелковый полк разместился в школах № 86 и 93; 2-й стрелковый полк — в школах № 83 (Стрельбищенский переулок, дом 14) и 101; 3-й стрелковый полк — в школе № 105. Артиллерийские дивизионы и другие спецподразделения были расквартированы в школах № 89 и 95 (ул. Заморенова, 37) и клубах района.

### Обучение и боевой путь
С 9-го по 10-го июля полки дивизии покинули Москву и разместились в районе Николо-Урюпина и Бузланова (Красногорский район Московской области).
Ветераны дивизии вспоминали:

Уходили из Москвы в своей одежде, обмундирование получали в пути, на привалах, так же как и оружие. Часть ополченцев отправилась прямо из университета <…> в походе проходили строевую подготовку,
изучали оружие, боевые уставы, знакомились с основами военной техники.

30 июля приказом командующего 32-й армии, генерал-майора Николая Кузьмича Клыкова, дивизия отправляется на Ржевско-Вяземскую линию обороны. 4 августа части дивизии прибыли в Семлево. Отряд дивизии совместно с подразделением 6-й Дзержинской дивизии народного ополчения окружил и уничтожил несколько групп вражеских десантников, в том числе — в районе деревни Дуденки. С 24.08.1941 дивизия народного ополчения именуется 8-я стрелковая дивизия.
После боев под Ельней 6-7 октября 1941 года практически перестала существовать: было потеряно более половины личного состава, дивизия была отрезана от основных сил. Часть уцелевших бойцов пополнила партизанские отряды, часть вышла к своим. Официально расформирована в конце ноября.

## Подчинение
| Дата              | Фронт (округ)            | Армия      | Корпус (группа) | Примечания |
| ----------------- | ------------------------ | ---------- | --------------- | ---------- |
| 10 июля 1941 года | Московский военный округ |            |                 |            |
| 30 июля 1941 года | Резервный фронт          | 32-я армия |                 |            |

## Состав
с 24 08.1941 г:
- 1299-й стрелковый полк,
- 1301-й стрелковый полк,
- 1303-й стрелковый полк,
- 975-й артиллерийский полк,
- 699-й отдельный зенитный дивизион,
- 477-я отдельная моторазведрота,
- 863-й отдельный батальон связи,
- 460-й отдельный саперный батальон,
- 336-я отдельная рота химзащиты,
- 309-я автотранспортная рота,
- 222-я походная хлебопекарня.

## Командиры

### Командиры дивизии
- Скрипников, Даниил Прокофьевич (02.07.1941 — 04.10.1941[3]), комбриг
- Шмелёв, Фёдор Петрович (04.10.1941[4] — ?), полковник
- Угрюмов, Николай Степанович (26.09.1941? — 30.09.1941?), полковник[5]
- Зверев, Григорий Александрович (? — ноябрь 1941), полковник[5]

### Командиры полков
- 1-й полк — П. В. Васенин, полковник
- 2-й полк — А. Я. Потапов, полковник
- 3-й полк — А. И. Худобин, подполковник